# Бетесда (Огайо)
Бетесда (англ. Bethesda) — селище (англ. village) в США, в окрузі Бельмонт штату Огайо. Населення — 1211 особа (2020).

## Географія
Бетесда розташована за координатами 40°1′0″ пн. ш. 81°4′21″ зх. д. / 40.01667° пн. ш. 81.07250° зх. д. (40.016577, -81.072605).  За даними Бюро перепису населення США в 2010 році селище мало площу 1,67 км², з яких 1,62 км² — суходіл та 0,05 км² — водойми.

## Демографія
Згідно з переписом 2010 року, у селищі мешкало 1256 осіб у 549 домогосподарствах у складі 358 родин. Густота населення становила 753 особи/км².  Було 667 помешкань (400/км²).
Расовий склад населення:
| - 96,6 % — білих - 0,3 % — чорних або афроамериканців - 0,2 % — вихідців з тихоокеанських островів - 0,2 % — азіатів - 0,1 % — корінних американців |

До двох чи більше рас належало 2,7 %. Частка іспаномовних становила 0,2 % від усіх жителів.
За віковим діапазоном населення розподілялося таким чином: 24,0 % — особи молодші 18 років, 62,4 % — особи у віці 18—64 років, 13,6 % — особи у віці 65 років та старші. Медіана віку мешканця становила 39,6 року. На 100 осіб жіночої статі у селищі припадало 87,2 чоловіків;  на 100 жінок у віці від 18 років та старших — 85,1 чоловіків також старших 18 років.
Середній дохід на одне домашнє господарство  становив 43 556 доларів США (медіана — 34 871), а середній дохід на одну сім'ю — 48 295 доларів (медіана — 41 125). Медіана доходів становила 45 595 доларів для чоловіків та 23 393 долари для жінок. За межею бідності перебувало 23,9 % осіб, у тому числі 35,6 % дітей у віці до 18 років та 6,2 % осіб у віці 65 років та старших.
Цивільне працевлаштоване населення становило 598 осіб. Основні галузі зайнятості: освіта, охорона здоров'я та соціальна допомога — 31,9 %, мистецтво, розваги та відпочинок — 15,9 %, роздрібна торгівля — 11,4 %, сільське господарство, лісництво, риболовля — 7,0 %.